# Maros-Torda vármegye
Maros-Torda vármegye (németül: Mieresch-Thorenburg) közigazgatási egység volt a Magyar Királyság keleti részében 1876-tól 1920-ig, majd 1940-től 1944-ig. A terület jelenleg Románia része. A történelmi Erdély területén található.

## Földrajz
Az egykori vármegye területe földrajzilag két részre osztható. Az egyik felét a Keleti-Kárpátok Görgényi-havasok nevű csoportja foglalja el, amely északkelet-délnyugat irányba ereszkedik alá. A terület másik fele az Erdélyi-medence dombos vidékén húzódik. A vármegye legfontosabb folyója a Maros volt.
Északról Beszterce-Naszód vármegye, keletről Csík és Udvarhely vármegyék, délről Kis-Küküllő vármegye, nyugatról pedig Beszterce-Naszód, Kolozs és Torda-Aranyos vármegyék határolták.

## Történelem
A vármegye 1876-ban alakult Marosszék területének és Torda vármegye egy részének összevonásával. 1920-tól Romániához tartozott. A második bécsi döntés értelmében 1940-ben a vármegye döntő része visszakerült Magyarországhoz, és az 1920 előtti Kolozs vármegye keleti részét (Mezőörményes, Teke, Tancs környékét), valamint a korábban Udvarhely vármegyei Székelyszállást is hozzá csatolták. 1944 végén szovjet-román megszállás alá került, majd a Második világháború után visszakerült Romániához. A vármegye  a második világháború után újra Románia birtoka lett, és 1960-tól Maros megye részét képezi, leszámítva Maroshévízt, mely Hargita megyéhez került.

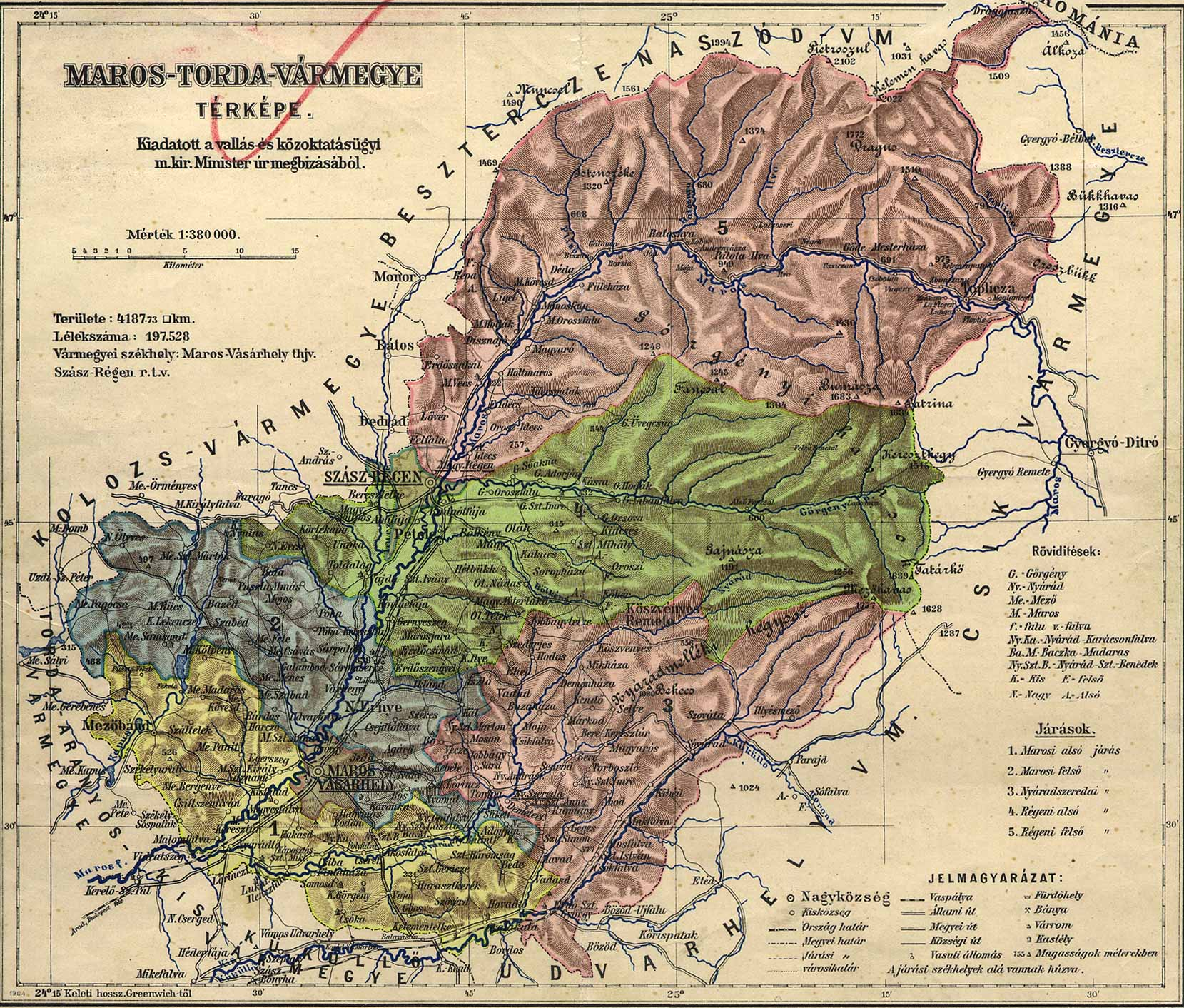
Maros-Torda vármegye közigazgatási térképe 1910-ből

## Lakosság
A vármegye összlakossága 1891-ben 177860 személy volt, ebből:
- 102 572 (57,67%) magyar
- 62 179 (34,96%) román
- 6438 (3,62%) német

A vármegye összlakossága 1910-ben 194 072 személy volt, ebből:
- 111 376 (57,39%) magyar
- 70 192 (36,17%) román
- 7706 (3,97%) német
- 47 tót
- 4579 (2,36%) egyéb[1]

## Közigazgatás
A vármegye öt járásra volt felosztva:
- Marosi alsó járás és Marosi felső járás, közös székhelyük Marosvásárhely (törvényhatósági jogú város)
- Nyárádszeredai járás, székhelye Nyárádszereda
- Régeni alsó járás, székhelye Szászrégen (rendezett tanácsú város)
- Régeni felső járás, székhelye Magyarrégen